# TOSHINARl
TOSHINARI（トシナリ、年齢非公開 - ）、は、日本のレコーディング&ミキシング・エンジニア・作詞家・編曲家・ソングライター・ピアニスト・ドラマー・慈善家。埼玉県出身。音楽ジャンルは、ロック・ポップ・EDM・イージーリスニング・クラシック音楽など。被災者の力になりたいという思いで現地に訪れボランティア活動に取り組む。

## 来歴
- 2010年、テアトルアカデミーに所属する。
- 2011年、都内のレコーディングスタジオを巡り、レコーディング、ディレクションなどサポートを始める。
- 2012年、フリーランスのサウンド・エンジニアとなる。
- 2013年、テアトルアカデミーを離れエイベックスに所属。同時にソロ活動を本格的始動。
- 2014年、エイベックスを離れ、自主レーベルInternational Record Label Rock JAPANを設立。一度Labal Rock Japanと変更されたが2019年に新たに改名し、SRJ Recordsとなっている。
- 2015年、ソロ活動として楽曲の配信を開始。クラシックなどのカバー曲や壮大なアレンジによる楽曲が注目される。
- 2015年、東京ドームや幕張メッセなどの会場で音響のサポートを務める。
- 2021年、レーベル名がSRJ RecordsからSound Residence Lab Recordsへ変更された。

## 使用楽器

### ピアノ
河合楽器製作所のグランドピアノ製品を使用。なお、ライブではスタインウェイ・アンド・サンズのピアノやヤマハが使われているが、近年はライブハウスのサポート出演としての活動が見られ、ライブハウス設置のピアノを使用していることが多い。レコーディング・スタジオには、スタインウェイのピアノが置かれており、MIDIマスター・キーボードには、コルグ・T1やベリンガーのUMX610などを使用している。

### ドラムセット
基本的にTAMAの2バス (16"x24", 16"x24")、スネア (6.5"x14")、2フロア (16"x16", 16"x18")、4タムタム (10"x10", 12"x12", 13"x13", 14"x14") の構成で、レコーディングと演奏用でSTAR CLASSIC PERFORMER B/B及びTAMA ROCK STARを使い分けている。
シンバル系はジルジャンを使用。ハイハット・スタンドはTAMAのIRON COBRA HH805。ドラムヘッドはエヴァンス。フット・ペダルにはヤマハのベルト・タイプ「FP-710」を使用。
ドラムスティックは市販されているパールの110Hや110HBを使用している。

## 音楽作品

### シングル
- The Helicopter Flies In The Sky
- 心一つに
- 未来へ Acoustic Version

### プロデュース
DAISUKE （現在：「歌う人」名義で活動）
友達探しの旅 Special Versionが、2019年8月29日にリリースされ、この楽曲の伴奏製作やミキシングで携わっている。
2024年2月14日には、リマスター版が再リリースされた。"友達探しの旅". (モアミュージック). 2024年2月14日閲覧。

## 関連アーティスト
- AAA
- 浅野優貴
- 安室奈美恵
- 嵐
- KAT-TUN
- 西野カナ
- THE YELLOW MONKEY
- 2PM
- NEWS
- DAISUKE
- 乃木坂46
- HiGH&LOW_THE_LIVE
- 氷室京介
- Mr.Children
- ももいろクローバーZ
- LUNA SEA
- LiSA
- BUMP OF CHICKEN

## 慈善活動/ボランティア活動
東日本大震災で友達が亡くなり、被災者の力になりたいという思いで現地に訪れボランティア活動に取り組む。2012年4月20日福島県相馬市と南相馬市を訪問。 2012年8月10日宮城県南三陸町と石巻市を訪問。2015年9月22日 茨城県常総市を訪問。2017年3月11日宮城県石巻市を訪問。現地の仮設住宅に支援物資として食料品野菜など物品を寄付。泥かきなどの作業も行い現地の方々と交流した。

## 出演
- SMAP ソフトバンク CM「プラチナバンド 号外」篇
- 白戸修の事件簿
- チア☆ダン　生徒役